# Bukovsko
Bukovsko is een plaats in de gemeente Sisak in de Kroatische provincie Sisak-Moslavina. De plaats telt  inwoners (2001).